# Temptation Island (dodicesima edizione)
La dodicesima edizione del reality show Temptation Island è andata in onda in prima serata su Canale 5 dal 27 giugno al 25 luglio 2024 per sei puntate con la conduzione di Filippo Bisciglia. Le prime quattro e la sesta ed ultima puntata sono andate in onda di giovedì mentre la quinta è andata in onda di mercoledì.
Il programma è ritornato con la nuova edizione sempre impostata allo stesso modo. Una delle principali riconferme di questa edizione è stata il numero delle coppie partecipanti, che ammonta a 7 come l'ottava e la precedente edizione, mentre il numero di tentatori e tentatrici è sceso a 13.
Il motto di questa edizione è stato Perché la lontananza è la miglior compagna di viaggio quando vuoi mettere alla prova la tua storia d’amore.
La sigla finale per gli Highlights di ogni puntata è Karma dei The Kolors.
Una novità di questa edizione è la pubblicazione di contenuti esclusivi, relativi alla situazione delle coppie un mese dopo il programma, sulla piattaforma Witty TV.
Oltre alla messa in onda su Canale 5, il programma è stato replicato anche sui canali La5 e Mediaset Extra.

## Le coppie
Le coppie che partecipano all'edizione sono le seguenti:
     La coppia ha deciso di uscire insieme / La coppia è ancora insieme.
     La coppia ha deciso di uscire separati / La coppia si separa dopo il programma.
     La coppia è stata espulsa.
     Il fidanzato / la fidanzata richiede il falò di confronto immediato e anticipato
     La coppia partecipa al falò di confronto finale al termine dei 21 giorni.
     La coppia non partecipa al falò di confronto straordinario.
     La coppia è in pausa.
| Coppia | Coppia               | Relazione                     | Decisione            | Decisione            | Decisione            | Decisione              | Note    |
| n°     | Partecipanti         | Relazione                     | Falò di confronto    | Falò di confronto    | Falò di confronto    | Dopo Temptation Island | Note    |
| n°     | Partecipanti         | Relazione                     | Anticipato           | Straordinario        | Finale               | Dopo Temptation Island | Note    |
| ------ | -------------------- | ----------------------------- | -------------------- | -------------------- | -------------------- | ---------------------- | ------- |
| 1      | Matteo Vitali        | fidanzati da 7 anni           | Non partecipanti     | Non partecipanti     | Insieme (Puntata 6)  | Separati               | [ N 1 ] |
| 1      | Siria Pingo          | fidanzati da 7 anni           | Non partecipanti     | Non partecipanti     | Insieme (Puntata 6)  | Separati               | [ N 1 ] |
| 2      | Tony Renda           | fidanzati da 5 anni           | Non partecipanti     | Non partecipanti     | Insieme (Puntata 6)  | Separati               | [ N 2 ] |
| 2      | Jenny Guardiano      | fidanzati da 5 anni           | Non partecipanti     | Non partecipanti     | Insieme (Puntata 6)  | Separati               | [ N 2 ] |
| 3      | Raul Dumitras        | fidanzati da 10 mesi          | Non partecipanti     | Non partecipanti     | Separati (Puntata 6) | Separati               |         |
| 3      | Martina De Ioannon   | fidanzati da 10 mesi          | Non partecipanti     | Non partecipanti     | Separati (Puntata 6) | Separati               |         |
| 4      | Alex Petri           | fidanzati da 1 anno e 9 mesi  | Separati (Puntata 6) | Non partecipanti     | Non partecipanti     | Separati               | [ N 3 ] |
| 4      | Vittoria Bricarello  | fidanzati da 1 anno e 9 mesi  | Separati (Puntata 6) | Non partecipanti     | Non partecipanti     | Separati               | [ N 3 ] |
| 5      | Luca Bad             | fidanzati da 1 anno e 8 mesi  | Insieme (Puntata 5)  | Non partecipanti     | Non partecipanti     | Separati               | [ N 4 ] |
| 5      | Gaia Vimercati       | fidanzati da 1 anno e 8 mesi  | Insieme (Puntata 5)  | Non partecipanti     | Non partecipanti     | Separati               | [ N 4 ] |
| 6      | Lino Giuliano        | fidanzati da 4 anni           | Separati (Puntata 4) | Separati (Puntata 5) | Non partecipanti     | Separati               | [ N 5 ] |
| 6      | Alessia Pascarella   | fidanzati da 4 anni           | Separati (Puntata 4) | Separati (Puntata 5) | Non partecipanti     | Separati               | [ N 5 ] |
| 7      | Christian Lanfranchi | fidanzati da 1 anno e 10 mesi | Separati (Puntata 2) | Non partecipanti     | Non partecipanti     | Separati               |         |
| 7      | Ludovica Ronzitti    | fidanzati da 1 anno e 10 mesi | Separati (Puntata 2) | Non partecipanti     | Non partecipanti     | Separati               |         |

## Tentatrici
L'età delle tentatrici si riferisce al momento dell'arrivo sull'isola delle tentazioni. Le tentatrici che hanno partecipato a questa edizione sono 13:
| Tentatrici              | Età     | Professione               | Nazionalità |
| ----------------------- | ------- | ------------------------- | ----------- |
| Gaia "Gaietta" Ciferni  | 23 anni | Ingegnere                 | Italia      |
| Siriana Schifi          | 24 anni | Imprenditrice             | Italia      |
| Sofia Monetti           | 27 anni | Studentessa universitaria | Italia      |
| Mara Valentini          | 28 anni | Imprenditrice             | Italia      |
| Nicole Belloni          | 25 anni | Personal trainer          | Italia      |
| Noemi Pirozzi           | 21 anni | Modella, ballerina        | Italia      |
| Teresa                  | 32 anni | Imprenditrice             | Italia      |
| Jennifer                | 22 anni | Speaker radiofonica       | Italia      |
| Maika Randazzo          | 30 anni | Imprenditrice             | Italia      |
| Siria "Chiali" Chialina | 25 anni | Estetista                 | Italia      |
| Melania                 | 23 anni | Studentessa universitaria | Italia      |
| Karina Ramazanova       | 28 anni | Hostess                   | Italia      |
| Marta                   | 33 anni | Imprenditrice             | Italia      |

## Tentatori
L'età dei tentatori si riferisce al momento dell'arrivo sull'isola delle tentazioni. I tentatori che hanno partecipato a questa edizione sono 13:
| Tentatori                  | Età     | Professione            | Nazionalità |
| -------------------------- | ------- | ---------------------- | ----------- |
| Filippo Solarino           | 31 anni | Imprenditore           | Italia      |
| Simone Dell'Agnello        | 32 anni | Calciatore             | Italia      |
| Andrea Sabatini            | 32 anni | Imprenditore           | Italia      |
| Luigi Scognamiglio         | 33 anni | Studente universitario | Italia      |
| Giovanni                   | 26 anni | Impiegato              | Italia      |
| Jakub Bakkour              | 24 anni | Modello, operaio       | Italia      |
| Carlo Marini               | 28 anni | Imprenditore           | Italia      |
| Federico                   | 34 anni | Imprenditore           | Italia      |
| Fabio Spinelli             | 27 anni | Imprenditore           | Italia      |
| Maicol Bei                 | 28 anni | Operaio                | Italia      |
| Federico "Fede" Fiorentino | 23 anni | Studente universitario | Italia      |
| Andy                       | 28 anni | Magazziniere           | Italia      |
| Roberto                    | 30 anni | Ingegnere              | Italia      |

## Ascolti
| Puntata | Messa in onda  | Telespettatori | Share  | Fonte | Ospiti            |
| ------- | -------------- | -------------- | ------ | ----- | ----------------- |
| 1       | 27 giugno 2024 | 3 248 000      | 24,88% | [ 4 ] | –                 |
| 2       | 4 luglio 2024  | 3 547 000      | 26,76% | [ 5 ] | –                 |
| 3       | 11 luglio 2024 | 3 629 000      | 30,96% | [ 6 ] | –                 |
| 4       | 18 luglio 2024 | 3 485 000      | 31,14% | [ 7 ] | –                 |
| 5       | 24 luglio 2024 | 3 463 000      | 29,81% | [ 8 ] | –                 |
| 6       | 25 luglio 2024 | 3 722 000      | 31,82% | [ 9 ] | Vincenzo Durevole |
| Media   | Media          | 3 516 000      | 29,23% |       |                   |